# Шишинерское сельское поселение
Шишинерское сельское поселение — муниципальное образование (сельское поселение) в составе Балтасинского района Республики Татарстан.
Административный центр — село Шишинер.

## География
Сельское поселение находится в северной части Татарстана, в восточной части Балтасинского района. В составе района сельское поселение является частью Предкамской экономической зоны, занимающей 16,3 % территории республики. Граничит с Бурбашским, Бурнакским, Смаильским и Янгуловским сельскими поселениями Балтасинского района, а также с Кукморским муниципальном районом и Кировской областью.
Площадь — 55,55 км² (5554,63 га).

## История
Шишинерское сельское поселение было образовано согласно Закону Республики Татарстан от 31 января 2005 года № 49-ЗРТ «Об установлении границ территорий и статусе муниципального образования „Балтасинский муниципальный район“ и муниципальных образований в его составе».

## Население
| 2010 | 2011 | 2012 | 2013 | 2014 | 2015 | 2016 |
| ---- | ---- | ---- | ---- | ---- | ---- | ---- |
| 959  | ↘958 | ↗964 | ↘940 | ↘929 | ↘918 | →918 |
| 2017 | 2018 |      |      |      |      |      |
| ↘914 | ↘903 |      |      |      |      |      |

## Состав
В состав сельского поселения входят 2 населённых пункта:
- село Шишинер
- село Ура

## Экономика
Основу экономики составляют предприятия агропромышленного комплекса, предприятия специализирующиеся на производстве строительных материалов, а также предприятия пищевой промышленности.